# Phillip Carr
Phillip Carr (Raleigh, 20 ottobre 1995) è un cestista statunitense.

## Primi anni di vita
Carr è nato a Raleigh, nella Carolina del Nord.

## Palmarès
- Campionato svedese: 1

Norrkoping: 2020-21